# Vilmos Krén

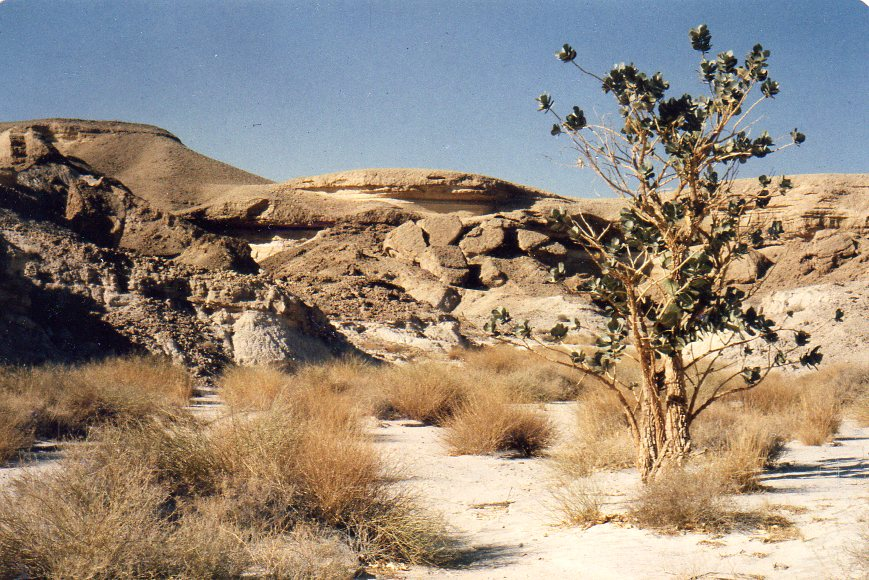
Landschaftsfoto vom Tumamah Nature Park

Vilmos Krén (* 30. Oktober 1937 in Budapest) ist ein deutscher Landschaftsarchitekt i. R.

## Leben
Von 1953 bis 1955 besuchte Vilmos Krén das Technikum für Landwirtschaft und Gartenbau im ungarischen Eszterháza (Fertőd), wo er seine Hochschulreife erlangte.
Nach seiner Flucht aus Ungarn 1956 studierte er an der Technischen Universität Hannover, Abt.für Landespflege der Fakultät für Gartenbau und Landeskultur und erhielt dort 1966 sein Diplom.
Im Anschluss an seine Mitarbeit im Niedersächsischen Landesverwaltungsamt, Naturschutz und Landschaftspflege in Hannover ging er 1971 eine Partnerschaft mit der neu gegründeten Planungsgruppe Bödeker, Boyer, Wagenfeld und Partner in Düsseldorf ein und übernahm dort die Leitung der Abteilung Landschaftsplanung/Grünordnung.
Neben seiner Tätigkeit als freier Landschaftsarchitekt war er von 1978 bis 1983 Lehrbeauftragter für Grünraum- und Landschaftsplanung an der Universität-Gesamthochschule Essen.
Ab 1991 bis zu seinem Ruhestand 2002 unterhielt er ein eigenes Büro unter dem Namen „Umwelt- und Landschaftsplanung“ in Mettmann und Hilden.
Bis zu seinem Ruhestand 2002 war er Mitglied im Bund Deutscher Landschaftsarchitekten (BDLA) und in der Architektenkammer NRW.
Zu seinen Arbeitsgebieten gehörten Landschaftspläne, Planungen zur Freiraumentwicklung, Umweltverträglichkeitsstudien, ökologische Planungen, Landschaftspflegerische Fachbeiträge und Ausführungspläne sowie Freiflächenpläne.
Zu seinen Arbeiten gehören unter anderem der Thumamah Nature Park in Riad, Saudi-Arabien, und Umweltverträglichkeitsstudien und landschaftspflegerische Begleitpläne der A 46 und A 57.
1973 wurde ihm zusammen mit seinen Partnern Richard Bödeker, Armin Boyer, Horst Wagenfeld und Klaus Steinhauer der Förderpreis des Landes Nordrhein-Westfalen für junge Künstlerinnen und Künstler in der Sparte Architektur verliehen.
1976 erhielt die Gruppe den Rosenthal-Studiopreis.
Für das Projekt Diplomatic Quarter - Riyadh erhielt er 1989 zusammen mit seinen Partnern den Aga Khan Award for Architecture für Islamische Architektur.
Vilmos Krén ist verheiratet und hat zwei Kinder. Er lebt in Vaals (Niederlande).

## Veröffentlichungen
- R. Bödeker, A.Boyer, V. Krén, K. Steinhauer, H. Wagenfeld: Öffentliche Spielplätze in Städten und Gemeinden.[5] Im Auftrag des Innenministers NW. Schriftenreihe Landes und Stadtentwicklungsforschungdes Landes Nordrhein-Westfalen, Stadtentwicklung-Städtebau, BdII.001, Dortmund 1974, 147 Seiten
- Krén, V.: Landschaftspflegerischer Begleitplan A 31-Teilstrecke Hexbachtal, Zeitschrift „Garten und Landschaft“ 1/1976, S. 20–25
- Krén, V.: Stadt und Landschaftsraum Xanten, Zeitschrift „Garten und Landschaft“ 4/1977, S. 218–221
- Krén V.: Kempen am Niederrhein, Zeitschrift „Garten und Landschaft“ 4/1977, S. 224–225
- Krén V., J. Fichtner: A 51 – Aachen/Würselen. Hrsg. Landschaftsverband Rheinland, Straßenbau, Köln 1978, 58 Seiten
- V. Krén, J. Fichtner:  Bauwerk Strasse in der Landschaft – Anleitung zur Berücksichtigung der Belange von Naturschutz und Landschaftspflege in der Straßenplanung. Ein Untersuchungsauftrag im Austrage des Ministers für Wirtschaft, Mittelstand und Verkehr des Landes Nordrhein-Westfalen, 126 Seiten[6] – 1. Aufl., Hrsg. Landschaftsverband Rheinland, Köln 1980
- Krén, V.: Landschaftspflegerischer Begleitplan zum Bau-Vorentwurf mit Trassenvergleich-am Beispiel der B 256, Abschnitt Bergisch-Born/Hückeswagen/Mühlenberg, Zeitschrift „Garten und Landschaft“ 5/1981, S. 379–387[7]
- Krén, V., Fichtner, J., Birkigt, B., König, W.:Umweltverträglichkeitsstudie und landschaftspflegerischer Begleitplan zur L 288n. Straße, Landschaft, Umwelt, Hrsg. Landschaftsverband Rheinland, Straßenbau, Köln 1980/1981, S. 75–99
- Krén, V., J. Graf: Grünordnungsplanung in der Landeshauptstadt Düsseldorf, Zeitschrift „Das Gartenamt“ 36/1987, S. 545–551.[8]
- Vilmos Krén, Thumamah-Naturpark, Zeitschrift „Garten und Landschaft“ 08/89, S. 48–52.
- Krén, V.: Biotop-Managementplan Neandertal, Zeitschrift „Garten und Landschaft“ 1/1990, S. 59–63